# Bajo la mirada de Dios
 Bajo la mirada de Dios  es una película sin sonido de Argentina dirigida por Edmo Cominetti que se estrenó el 9 de septiembre de 1926. Tuvo como protagonistas a Eduardo Morera, un vendedor de zapatos hasta ese momento, Mary Clay. y Ángel Boyano.

## Reparto
Actuaron en la película los siguientes intérpretes:
- Mary Clay
- Eduardo Morera
- Ángel Boyano
- Carlos Dux
- Julio Andrada

## Sinopsis
El sacerdote Augusto Zama escucha en un acto de confesión protegido por el secreto eclesiástico al autor del crimen de un poderoso estanciero que los pobladores atribuyen a su joven novia. El tema fue tratado en la ficción por lo menos desde 1892 “Nos deux consciens” de Paul Anthelme Bourde y, ya en el cine sonoro, en “I Confess” de Alfred Hitchcock.

## Comentarios
Jorge Finkielman dice que el filme ”ha sido históricamente considerado uno de los más logrados del período dirigido por Edmo E. Cominetti mayormente en las sierras cordobesas”.
Fernando Peñaopinó que la película “narra…con firmeza y salva las evidentes limitaciones económicas con un montaje extremadamente fluido y preciso. También demuestra imaginación para reforzar visualmente el tono que corresponde a cada escena”.
La crónica de La Nación del 23 de noviembre de 1925 dijo que Mary Clay “compone con acierto y compenetración el personaje de Susana a su cargo. La riqueza fotogénica de su figura y las positivas disposiciones de su temperamento demostradas en producciones numerosas hacen de ella una actriz particularmente dotada para el cine mudo”.